# Felbes
A sé titular de Felbes (em latim: Phelbes) é referente a uma antiga diocese localizada na Augustâmica, onde hoje fica o Egito.

## História
Felbes, correspondente à cidade de Bilbeis, é uma antiga sé episcopal na província romana da Augustâmica Secunda, na Diocese civil do Egito. Era parte do Patriarcado de Alexandria e era sufragânea da Arquidiocese de Leontópolis.
A Sé não é mencionada por Le Quien na obra Oriens christianus in quatuor patriarchatus digestus, in quo exhibentur Ecclesiae patriarchae caeterique praesules totius Orientis.
Desde 1933, Felbes é listada entre as sés titulares da Igreja Católica. O atual bispo-titular é Alberto Arturo Figueroa Morales, bispo-auxiliar de San Juan de Porto Rico.

## Prelados

### Bispos-titulares
- Henri van Schingen, S.J. † (1936 - 1954)
- Antoine Henri van den Hurk, O.F.M.Cap. † (1955 - 1961)
- Walmor Battú Wichrowski † (1961 - 1971)
- Airton José dos Santos (2001 - 2004)
- Javier Augusto Del Río Alba (2004 - 2006)
- Janusz Wiesław Kaleta (2006 - 2011)
- Daniel Sturla Berhouet, S.D.B. (2011 - 2014)
- Jorge Ángel Saldías Pedraza, O.P. (2014 - 2019)
- Alberto Figueroa Morales (desde 2019)